# Escandinávia

A Escandinávia e os países escandinavos

A Escandinávia é uma região geográfica e histórica da Europa Setentrional, abrangendo a Dinamarca, a Suécia e a Noruega. 
Num sentido mais amplo, o termo pode também abranger a Finlândia, e até a Islândia, as Ilhas Faroé, as ilhas Åland e a Groenlândia. Por vezes, no âmbito anglo-saxónico, o conjunto Escandinávia, Finlândia e regiões russas mais próximas recebe também a designação Fino-Escandinávia (em inglês: Fenno-Scandinavia).
Qualquer que seja a definição usada, considera-se a península Escandinava como núcleo principal da Escandinávia.
Devido às sucessivas vagas de glaciação, a Escandinávia foi repetidamente despovoada e desprovida de fauna e flora terrestres ao longo do tempo. Os estudiosos a apontam como a terra de origem de uma parte dos povos germânicos e dos viquingues. Assim como aquela que é referida como Scandza. Porém, um estudo de 2012 apontou que as coníferas existentes na Escandinávia na atualidade sobreviveram ao período da era do gelo, através da análise de um pólen de uma árvore que existiu na Escandinávia durante aquele período.

## Limites

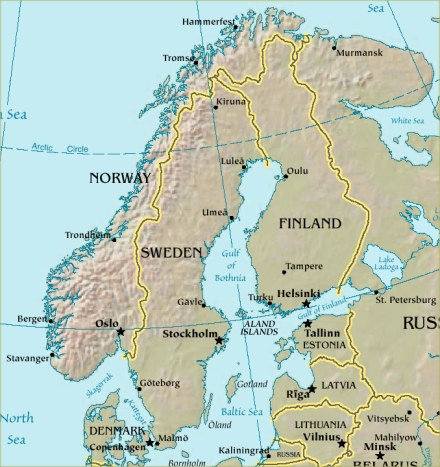
Escandinávia e Europa Setentrional

Por ser uma região puramente histórico-geográfica, a Escandinávia não corresponde a nenhuma fronteira política definida. O uso do termo é muitas vezes incerto, ora incluindo, ora excluindo países vizinhos da península Escandinava.

### Definição estrita
No sentido estrito, inclui-se na Escandinávia a Noruega, a Suécia (que formam a península Escandinava) e, devido aos laços históricos e linguísticos com aqueles países, também a Dinamarca.

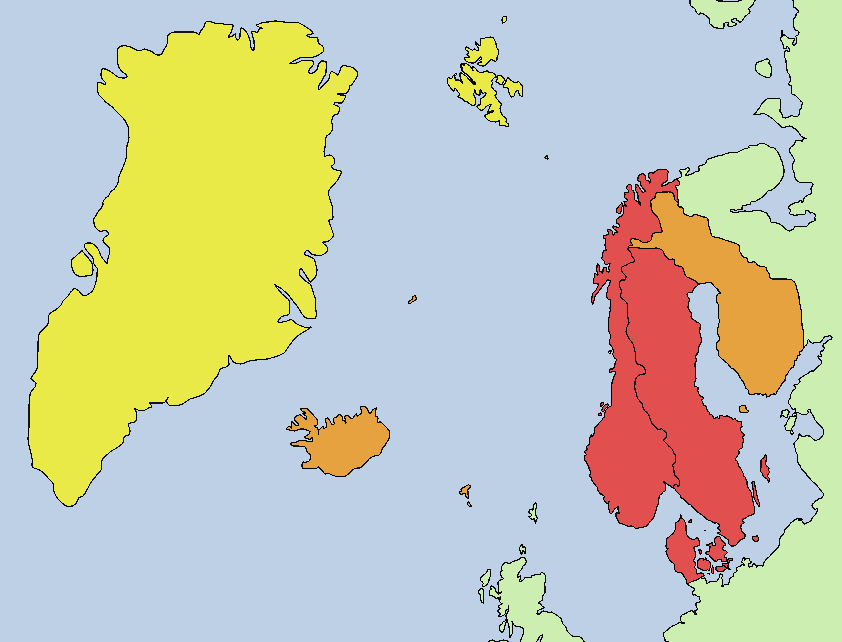
Em vermelho, o sentido mais estrito do termo, com Suécia, Noruega e Dinamarca; em laranja, o sentido ampliado, com Finlândia e Islândia; e em amarelo, o sentido mais amplo, com Groenlândia e Svalbard

A Dinamarca costuma ser incluída nas definições mais estritas do termo devido não apenas à semelhança linguística e étnica mas também por haver possuído, até o século XVII, territórios na península Escandinava, em especial a Escânia (hoje parte integrante da Suécia). Outro fato que costuma ser mencionado em favor da inclusão da Dinamarca na Escandinávia é a sucessão de uniões pessoais entre as coroas dinamarquesa, norueguesa e sueca ao longo da história que criaram Estados como a União de Kalmar e a Dinamarca-Noruega. Em geografia física, porém, a Dinamarca é considerada parte da planície setentrional europeia e não da península Escandinava.

### Outras definições
Em sentido amplo, alguns entendem que a Escandinávia inclui também a Finlândia (também chamada de Fino-Escandinávia), a Islândia e as ilhas Feroe, e por vezes até mesmo o Svalbard e a Groenlândia.

### Países nórdicos e Escandinávia
Em contraste com a ambiguidade quanto ao termo Escandinávia, a expressão "países nórdicos" é empregada com certeza para referir o conjunto de países formado por Noruega, Suécia, Dinamarca, Finlândia e Islândia, inclusive seus territórios associados (Groenlândia, ilhas Feroe e Alanda). Aqueles países integram o Conselho Nórdico.

## Etimologia
Os termos "Escandinávia" e "Escânia" (Skåne) possuem a mesma etimologia. A fonte conhecida mais remota para o termo "Escandinávia" é a História Natural de Plínio, o Velho, datada do século I. Outras referências à região são encontradas em Píteas, Pompônio Mela, Tácito, Ptolomeu, Procópio e Jordanes.
Acredita-se que o nome usado por Plínio possa ser de origem germânica ocidental, referindo-se originalmente à Escânia. Segundo alguns dos principais estudiosos do tema, a raiz germânica pode ser reconstruída como *Skaðan ("perigo" ou "dano"); já o segundo segmento do termo é reconstruído como *awjo ("terra na água" ou "ilha"). O nome "Escandinávia" poderia então significar "ilha perigosa", uma referência talvez aos traiçoeiros bancos de areia em volta da Escânia.
Era generalizada, entre os autores clássicos do século I, a crença de que a Escandinávia era uma ilha. Esta ideia, juntamente com o termo Scandiae que Plínio usava para um grupo de ilhas nórdicas, dominou as descrições da Escandinávia nos textos clássicos ao longo dos séculos seguintes. A Scandinavia de Plínio talvez fosse uma das ilhas Scandiae. Esta ideia foi retomada por Ptolomeu, que usou o termo Skandia para a maior e mais oriental das três ilhas "Scandiai" que, segundo ele, situavam-se a leste da Jutlândia. Ptolomeu referiu-se a toda a "ilha" da Escandinávia pelo nome Scandia, inclusive para áreas muito mais ao norte da atual Escânia, mas nem as listas de tribos escandinavas de Plínio nem as de Ptolomeu incluíam os suiões mencionados por Tácito. Alguns dos primeiros estudiosos suecos adicionaram-nos posteriormente, ao argumento de que os suiões constavam dos textos mas foram depois removidos por equívoco.

## Clima
Cortada ao meio pelo Círculo Polar Ártico, a Escandinávia possui um clima com as quatro estações bem definidas nas áreas mais ao sul, com um inverno muito frio e intensa precipitação de neve, com temperaturas entre -15 e -5 °C, um verão com temperaturas amenas e tempo menos chuvoso, com temperaturas entre 8 e 22 °C, uma primavera com temperaturas baixas entre os meses de março e abril, e com gradativa elevação em maio e junho, com médias entre 5 e 12 °C, com gradativa diminuição de chuva, e o outono tem aumento da chuva conforme o verão se distancia e diminuição das temperaturas, que ficam entre 0 e 10 °C. No norte da região, especificamente nas áreas da Noruega, Suécia e Finlândia que estão acima da latitude 67° e mais ao interior desses países, temos um inverno longo e muito frio, com temperaturas entre -35 e -20 °C, com intensa precipitação de neve, e um verão curto e ameno, com diminuição das chuvas e médias entre 5 e 15 °C.
Graças à corrente do Golfo, a Islândia e cidades do leste da região, como Oslo, Trondheim, Copenhague, e capitais próximas ao Litoral, como Helsinque e Estocolmo possuem invernos relativamente amenos, levando em conta a posição geográfica (Latitude 62°) da região. Reiquejavique, a capital islandesa, raramente possui temperaturas menores que -5 °C, mesmo estando na latitude 64°.

## Religião
Reino da Dinamarca: Cristianismo 91,6% (protestantes luteranos 87,7%, outros cristãos 3,9%), sem filiação (5,4%) e outras 3% (2012).
Reino da Noruega: Cristianismo 86% (protestantes luteranos), outros protestantes e católicos 3%, outros 1%, e sem filiação 10% (1997).
Reino da Suécia: Cristianismo 89% (Igreja da Suécia 86,1%, católicos 1,9%, pentecostais 1%), outras 11% (1995).
República da Finlândia: Cristianismo (protestantes luteranos 89%) outros 11%.
República da Islândia: 82,1% membros da Igreja Nacional da Islândia. 4,7% membros das Igrejas Livres Luteranas de Reykjavík e Hafnarfjörður. 2,6% sem filiação a nenhum grupo religioso. 2,4% membros da Igreja Católica Apostólica Romana. 5,5% membros de organizações religiosas não registradas ou sem filiação específica. Os restantes 2,7% estão divididos em outras crenças cristãs ou não-cristãs (1%).

## Línguas
As línguas-padrão escandinavas costumam ser incluídas ou no ramo escandinavo oriental (dinamarquês e sueco) ou no escandinavo ocidental (norueguês, islandês e feroense).
A maioria dos dialetos de dinamarquês, norueguês e sueco são mutuamente inteligíveis, o que faz com que os escandinavos consigam entender com facilidade as línguas-padrão da área, publicadas na mídia impressa ou em rádio e televisão. As três línguas são consideradas como idiomas separados (em vez de dialetos de uma só língua) devido, principalmente, ao fato de já serem línguas-padrão bem estabelecidas em seus próprios países. São aparentadas — mas não mutuamente inteligíveis — com outras línguas nórdicas, islandês e feroense, que descendem do norueguês antigo. O dinamarquês, o norueguês e o sueco foram influenciados desde a Idade Média, em graus variados, pelo baixo-alemão médio e pelo alemão padrão, resultado em grande medida da atividade econômica gerada pela Liga Hanseática.
Os noruegueses, em particular, são acostumados a variações linguísticas e podem considerar o dinamarquês e o sueco apenas como dialetos ligeiramente mais distantes. O norueguês possui dois padrões de escrita oficiais, ademais do forte hábito de preservar os dialetos locais. Os habitantes de Estocolmo, na Suécia, e de Copenhague, na Dinamarca, são os que mais encontram dificuldade em entender outras línguas nórdicas. Nas ilhas Faroé, o dinamarquês é obrigatório, o que torna os faroenses bilíngues e facilita o entendimento das outras duas línguas escandinavas continentais.
Como família linguística, as línguas escandinavas não têm relação com o finlandês, o estoniano e o lapônica que, integrantes da família fino-úgrica, são parentes distantes do húngaro. Mas a proximidade física faz com que ainda hoje o sueco e o norueguês emprestem muitas palavras ao finlandês, estoniano e lapônica.

## Esportes
Graças aos invernos nevados, os países escandinavos são especialistas em esportes de inverno (como o hóquei no gelo) o e rali, sendo a Noruega recordista mundial de medalhas nas Olimpíadas de Inverno. Os principais clubes de futebol da Escandinávia são Helsingborgs IF e o Malmö FF. Outro esporte jogado na época de Verão é o golfe.

## Política

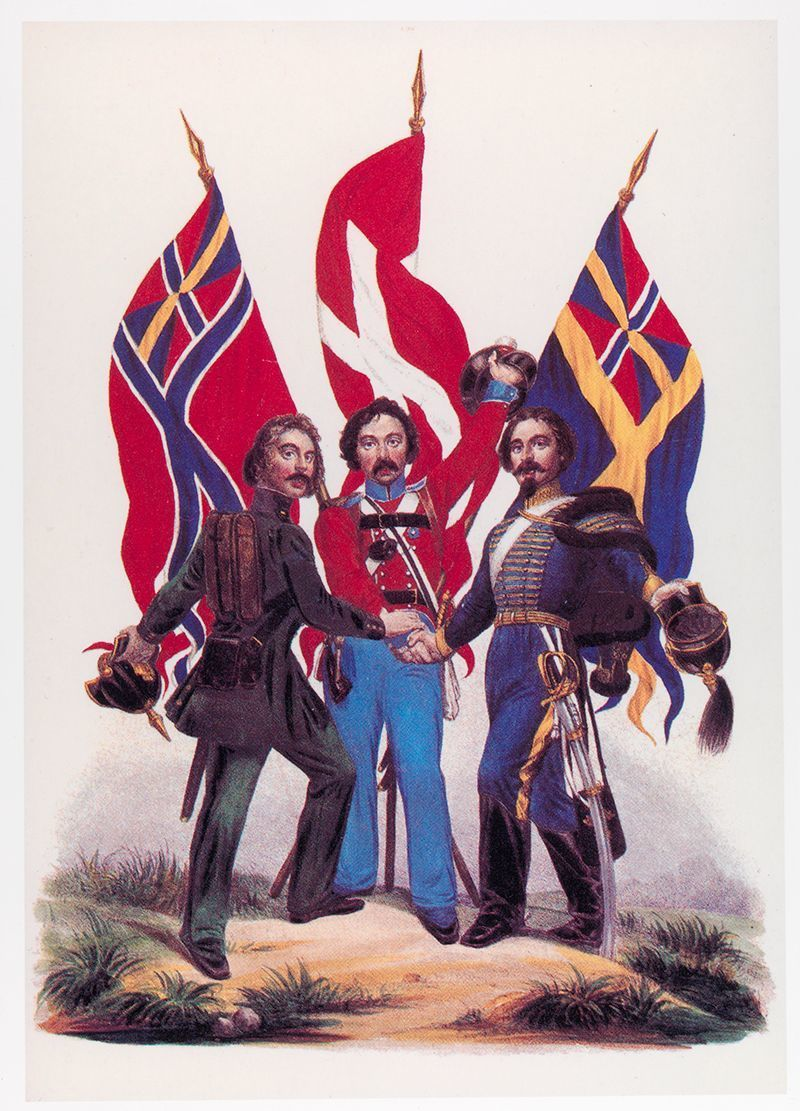
Escandinávia, conforme uma visão política do século XIX

O uso moderno do termo "Escandinávia" deve-se ao movimento político escandinavista, que estava ativo na metade do século XIX, principalmente entre a Primeira Guerra do Schleswig (1848–1850), na qual a Suécia-Noruega contribuiu com uma considerável força militar, e a Segunda Guerra de Schleswig (1864), quando o parlamento da Suécia condenou as promessas do rei a respeito de apoio militar.
O movimento propunha a unificação da Dinamarca, Noruega e Suécia em um único reino. O cenário para o movimento era os eventos turbulentos durante as guerras napoleônicas no início do século que levaram à divisão da Suécia e da Noruega.
A parte oriental da Suécia tornou-se o Grão-Ducado da Finlândia em 1809, sob domínio do Império Russo. A Noruega, de jure em união com a Dinamarca desde 1387, embora de facto meramente uma província, tornou-se independente em 1814 e depois disso foi rapidamente forçada a aceitar uma união pessoal com a Suécia.

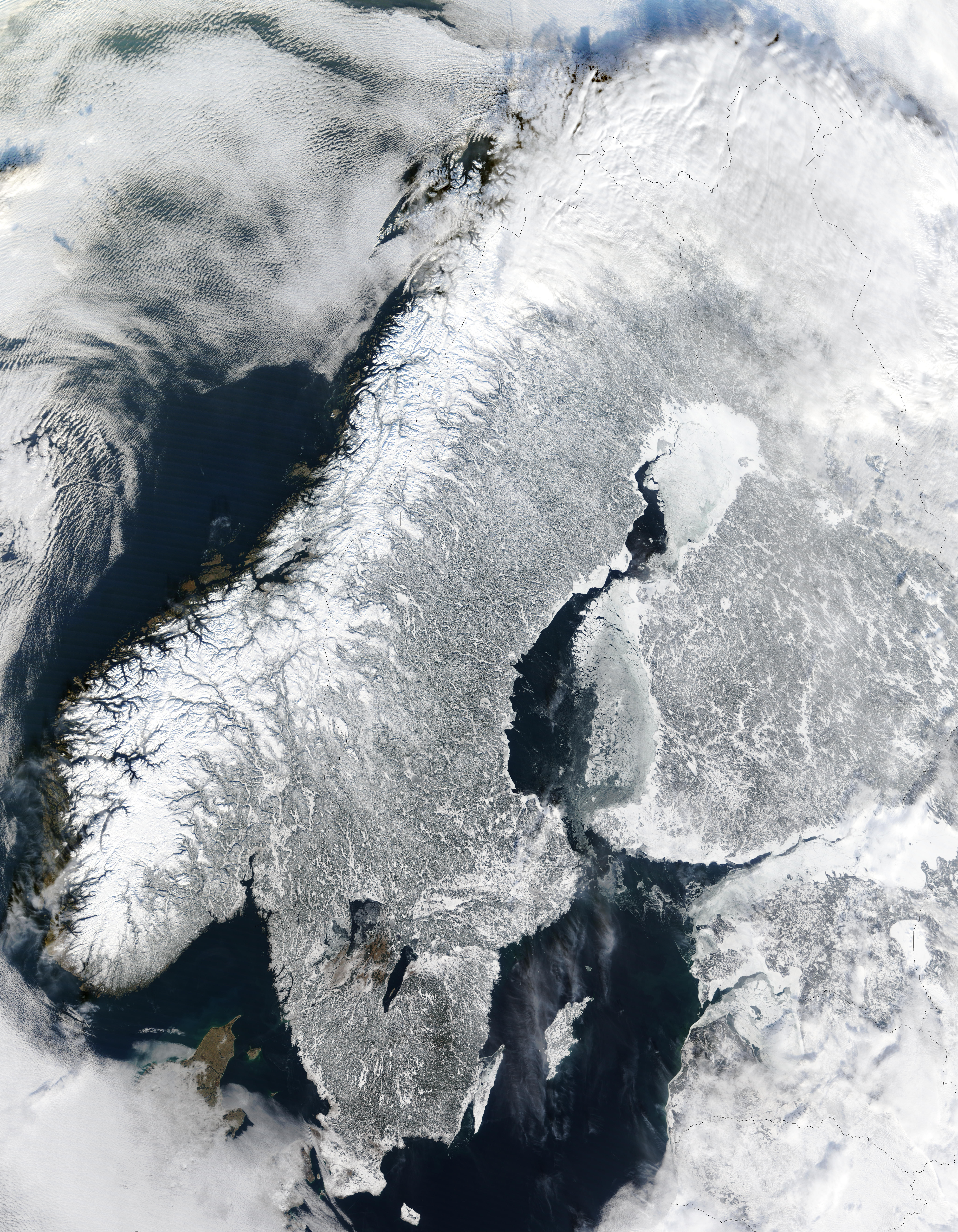
Península Escandinava, durante o inverno no hemisfério norte, em foto de satélite

A Finlândia, sendo uma parte do Império Russo, teria que ser deixada de fora de qualquer equação para uma união política entre os países nórdicos. Um novo termo que excluísse a Finlândia de tais aspirações teve também que ser inventado, e esse termo foi "Escandinávia". A Escandinávia geográfica incluía a Noruega e a Suécia, mas a Escandinávia política também incluiria a Dinamarca. Politicamente, Suécia e Noruega foram unidas em uma união pessoal sob a regência de um monarca. A Dinamarca também incluía os territórios dependentes da Islândia, as ilhas Faroe e a Groenlândia no oceano Atlântico (que, no entanto, historicamente haviam pertencido à Noruega, mas permaneceram não intencionalmente com a Dinamarca de acordo com o Tratado de Kiel).
O fim do movimento político escandinavo ocorreu quando foi negado à Dinamarca apoio militar da Suécia-Noruega para anexar o ducado (então dinamarquês) de Schleswig que, junto com o ducado (alemão) de Holstein, havia estado em união pessoal com a Dinamarca. A Segunda Guerra de Schleswig ocorreu em 1864. Essa foi uma breve mas desastrosa guerra entre a Dinamarca e o Reino da Prússia (apoiada pelo Império Austríaco). Schleswig-Holstein foi conquistado pela Prússia e, após o sucesso desta última na Guerra Franco-Prussiana, um Império Alemão conduzido por prussianos foi criado, e um novo equilíbrio de poder dos países do mar Báltico foi estabelecido.
Mesmo se uma união política escandinava nunca acontecesse, havia uma União Monetária Escandinava estabelecida em 1873, com a krona/krone como moeda comum, e que durou até a Primeira Guerra Mundial.
A cooperação escandinava moderna após a Primeira Guerra Mundial também veio a incluir a independente Finlândia e (desde 1944) a Islândia; e escandinavo, como um termo político, veio a ser substituído pelo termo países nórdicos e finalmente, em 1952, pela instituição Conselho Nórdico.

### Estrutura política histórica
| Século | Escandinávia e os Países Nórdicos | Escandinávia e os Países Nórdicos | Escandinávia e os Países Nórdicos | Escandinávia e os Países Nórdicos | Escandinávia e os Países Nórdicos |
| XX     | Dinamarca                         | Islândia                          | Noruega                           | Suécia                            | Finlândia                         |
| XIX    | Dinamarca                         | Dinamarca                         | Suécia-Noruega                    | Suécia-Noruega                    | GD da Finlândia                   |
| XVIII  | Dinamarca-Noruega                 | Dinamarca-Noruega                 | Dinamarca-Noruega                 | Suécia                            | Suécia                            |
| XVII   | Dinamarca-Noruega                 | Dinamarca-Noruega                 | Dinamarca-Noruega                 | Suécia                            | Suécia                            |
| XVI    | Dinamarca-Noruega                 | Dinamarca-Noruega                 | Dinamarca-Noruega                 | Suécia                            | Suécia                            |
| XV     | União de Kalmar                   | União de Kalmar                   | União de Kalmar                   | União de Kalmar                   | União de Kalmar                   |
| XIV    | Dinamarca                         | Noruega                           | Noruega                           | Suécia                            | Suécia                            |
| XIII   | Dinamarca                         | Noruega                           | Noruega                           | Suécia                            | Suécia                            |
| XII    | Dinamarca                         | CW Islandês                       | Noruega                           | Suécia                            | Suécia                            |
| Povos  | dinamarqueses                     | islandeses¹                       | noruegueses                       | suecos                            | finlandeses                       |

1/ Os povoadores originais da Islândia eram de origem nórdica (principalmente norueguesa) e celta (da Grã-Bretanha e Irlanda).